# 石毛秀樹
石毛 秀樹（いしげ ひでき、1994年9月21日 - ）は、静岡県富士市出身のプロサッカー選手。Aリーグ・ウェリントン・フェニックスFC所属。ポジションはミッドフィールダー。

## 来歴

### プロ入り前
富士第一SSSでサッカーを始め、中学時代は清水エスパルスジュニアユースに所属。U-15から各年代の日本代表に選出される。清水エスパルスユースに昇格した後も、U-18Jリーグ選抜やU-19日本代表などに選出され、2011年にはFIFA U-17ワールドカップメキシコ大会に出場、中心選手として4試合3得点の活躍で過去最高に並ぶ18年ぶりのベスト8入りに貢献し、自身もアジア年間最優秀ユース選手賞を受賞した。ユース在籍中の2012年3月16日には公式戦出場が可能な2種登録も完了し、2012年3月30日にはプロC契約締結が発表された。2012年3月3日に国立競技場で開催されたFUJI XEROX SUPER CUP 2012と合わせて行われたU-18Jリーグ選抜 vs 日本高校選抜の試合では、高校選抜相手に、豪快なゴールを決め、Jリーグ選抜の勝利に貢献した。

### 清水エスパルス
プロ契約を結んだ直後の2012年4月4日にナビスコカップ第2節、アルビレックス新潟戦で公式戦初出場を果たし市川大祐が持つ17歳7か月のクラブ公式戦最年少出場記録を更新した。6月6日のナビスコカップ第5節、コンサドーレ札幌戦で公式戦初ゴールを決める など、準決勝までの10試合（グループリーグ6試合・決勝トーナメント4試合）中8試合に出場したことが評価され、同大会のニューヒーロー賞を獲得した。18歳1か月での受賞は史上最年少。
2017年、ファジアーノ岡山に期限付き移籍。5月7日、第12節の徳島ヴォルティス戦で初先発をしてアシストを記録した。
2018年シーズンは、岡山との期限付き移籍期間満了し、清水に復帰。8月19日、浦和レッズ戦でJ1通算100試合を達成した。
2021年シーズン前半は清水でプレーしたが、リーグ戦出場無し・カップ戦1試合出場にとどまった。7月25日、再びファジアーノ岡山に期限付き移籍。

### ガンバ大阪
2022年シーズンにガンバ大阪へ完全移籍した。 加入1年目はリーグ戦20試合に出場し、シーズン終盤はベンチ外が続いた。
2023年は、リーグ戦22試合に出場して3得点を記録し、昨季よりも多く試合に出場し、主力としてチームに貢献。

### ウェリントン・フェニックスFC
2024年はガンバ大阪での出場機会が激減し、9月2日にAリーグに所属するニュージーランドのウェリントン・フェニックスFCへの完全移籍が発表された。
開幕からスタメンの座を勝ち取り、第9節のウェスタン・シドニー・ワンダラーズでは豪快なバイシクルシュートで得点を決めて話題となった。

## 人物
2018年6月4日、モデルの姫野れみと結婚。

## 所属クラブ
- 富士第一SSS
- 清水エスパルスジュニアユース
- 清水エスパルスユース (静岡県立清水西高等学校)
- 2012年 - 2021年  清水エスパルス
  - 2014年 - 2015年  Jリーグ・アンダー22選抜
  - 2017年  ファジアーノ岡山FC (期限付き移籍)
  - 2021年7月 - 同年12月 ファジアーノ岡山FC (期限付き移籍)
- 2022年 - 2024年9月  ガンバ大阪
- 2024年9月 -  ウェリントン・フェニックスFC

## 個人成績
| 国内大会個人成績 | 国内大会個人成績 | 国内大会個人成績 | 国内大会個人成績 | 国内大会個人成績 | 国内大会個人成績 | 国内大会個人成績 | 国内大会個人成績 | 国内大会個人成績 | 国内大会個人成績 | 国内大会個人成績 | 国内大会個人成績 |
| 年度             | クラブ           | 背番号           | リーグ           | リーグ戦         | リーグ戦         | リーグ杯         | リーグ杯         | オープン杯       | オープン杯       | 期間通算         | 期間通算         |
| 年度             | クラブ           | 背番号           | リーグ           | 出場             | 得点             | 出場             | 得点             | 出場             | 得点             | 出場             | 得点             |
| 日本             | 日本             | 日本             | 日本             | リーグ戦         | リーグ戦         | リーグ杯         | リーグ杯         | 天皇杯           | 天皇杯           | 期間通算         | 期間通算         |
| ---------------- | ---------------- | ---------------- | ---------------- | ---------------- | ---------------- | ---------------- | ---------------- | ---------------- | ---------------- | ---------------- | ---------------- |
| 2012             | 清水             | 32               | J1               | 16               | 0                | 9                | 1                | 0                | 0                | 25               | 1                |
| 2013             | 清水             | 8                | J1               | 32               | 2                | 6                | 2                | 3                | 0                | 41               | 4                |
| 2014             | 清水             | 8                | J1               | 22               | 2                | 2                | 0                | 5                | 0                | 29               | 2                |
| 2015             | 清水             | 8                | J1               | 11               | 3                | 2                | 0                | 1                | 1                | 14               | 4                |
| 2016             | 清水             | 8                | J2               | 23               | 1                | -                | -                | 3                | 0                | 26               | 1                |
| 2017             | 岡山             | 8                | J2               | 31               | 2                | -                | -                | 0                | 0                | 31               | 2                |
| 2018             | 清水             | 29               | J1               | 29               | 2                | 0                | 0                | 2                | 0                | 31               | 2                |
| 2019             | 清水             | 8                | J1               | 6                | 0                | 3                | 0                | 0                | 0                | 9                | 0                |
| 2020             | 清水             | 8                | J1               | 2                | 0                | 1                | 1                | -                | -                | 3                | 1                |
| 2021             | 清水             | 8                | J1               | 0                | 0                | 1                | 0                | 0                | 0                | 1                | 0                |
| 2021             | 岡山             | 48               | J2               | 14               | 6                | -                | -                | 1                | 0                | 15               | 6                |
| 2022             | G大阪            | 48               | J1               | 20               | 0                | 5                | 0                | 2                | 0                | 27               | 0                |
| 2023             | G大阪            | 48               | J1               | 22               | 3                | 6                | 1                | 1                | 0                | 29               | 4                |
| 2024             | G大阪            | 48               | J1               | 4                | 0                | 1                | 0                | 0                | 0                | 5                | 0                |
| オーストラリア   | オーストラリア   | オーストラリア   | オーストラリア   | リーグ戦         | リーグ戦         | リーグ杯         | リーグ杯         | FFA杯            | FFA杯            | 期間通算         | 期間通算         |
| 2024-25          | ウェリントン     | 9                | Aリーグ          | 26               | 2                | -                | -                | 1                | 0                | 27               | 2                |
| 通算             | 日本             | 日本             | J1               | 164              | 12               | 36               | 5                | 14               | 1                | 209              | 18               |
| 通算             | 日本             | 日本             | J2               | 68               | 9                | -                | -                | 4                | 0                | 72               | 9                |
| 通算             | オーストラリア   | オーストラリア   | Aリーグ          | 26               | 2                | -                | -                | 1                | 0                | 27               | 2                |
| 総通算           | 総通算           | 総通算           | 総通算           | 258              | 23               | 35               | 5                | 20               | 1                | 313              | 29               |

その他の公式戦
| 2014   | J-22   | -      | J3     | 2 | 1 | 2 | 1 |
| 2015   | J-22   | -      | J3     | 6 | 1 | 6 | 1 |
| 通算   | 日本   | 日本   | J3     | 8 | 2 | 8 | 2 |
| 総通算 | 総通算 | 総通算 | 総通算 | 8 | 2 | 8 | 2 |

- 公式戦初出場 - 2012年4月4日 ナビスコカップGS第2節 vsアルビレックス新潟（アウトソーシングスタジアム日本平）
- Jリーグ初出場 - 2012年4月22日 J1第7節 vsガンバ大阪（万博記念競技場）
- 公式戦初得点 - 2012年6月6日 ナビスコカップGS第5節 vsコンサドーレ札幌（札幌厚別公園競技場）
- Jリーグ初得点 - 2013年3月2日 J1第1節 vs大宮アルディージャ（NACK5スタジアム大宮）
- Aリーグ・メン初出場 - 2024年10月20日 第1節 vsウェスタン・ユナイテッドFC（スカイ・スタジアム）
- Aリーグ・メン初得点 - 2024年11月10日 第3節 vsセントラルコースト・マリナーズFC（セントラルコースト・スタジアム）

## 個人タイトル
- 2011年 アジア年間最優秀ユース選手賞
- 2012年 Jリーグカップニューヒーロー賞

## 代表・選抜歴
- U-15日本代表 (2009)
- U-16日本代表 (2010)
- U-17日本代表 (2011)
- U-18日本代表 (2011)
- U-19日本代表 (2012)
- U-21日本代表 (2013)